# Morizès
Morizès é uma comuna francesa na região administrativa da Nova Aquitânia, no departamento da Gironda. Estende-se por uma área de 5,87 km². Em 2010 a comuna tinha 555 habitantes (densidade: 94,5 hab./km²).